# Christophe Jaquet
Christophe Jaquet (Friburgo, Suiza, 2 de abril de 1976) es un futbolista suizo. Juega de defensa y su actual equipo es el Neuchâtel Xamax FC.

## Biografía
Christophe Jaquet debutó en 1992 con el FC Fribourg, donde solo estuvo un año y luego jugó para 3 clubes más.
Actualmente y desde el 2006, Jaquet juega para el Neuchâtel Xamax FC.

## Clubes
| Club             | País  | Año       |
| ---------------- | ----- | --------- |
| FC Fribourg      | Suiza | 1992-1993 |
| Yverdon-Sport FC | Suiza | 1997-2000 |
| Servette FC      | Suiza | 2000-2004 |
| Yverdon-Sport FC | Suiza | 2004-2006 |
| Neuchâtel Xamax  | Suiza | 2006-     |